# Storm P-maskine
En Storm P-maskine  også stavet Storm P.-maskine er en (karikeret) 'maskine', der udfører en simpel opgave på en indirekte og overdrevet kompliceret måde. Typisk består disse maskiner af en serie af ikke-relaterede enheder: En bevægelse i én enhed sætter gang i den næste, hvilket i sidste ende leder til den ønskede effekt. Selv om udtrykket "Storm P-maskine" er blevet det mest udbredte og decideret ikoniske , er 
fænomenet også kendt under betegnelsen "Storm P-løsninger"; selv kaldte Storm P. sine ideer for "opfindelser". Det danske navn henviser til den danske tegner og opfinder Storm P.. I Storbritannien kaldes de Heath Robinson contraption efter tegninger af illustratoren W. Heath Robinson og i USA kaldes fænomenet for en Rube Goldberg machine, navngivet efter den amerikanske tegneserietegner Rube Goldberg. Både Heath Robinson og Goldberg var i øvrigt Storm P.s samtidige. 
Designet af disse maskiner bliver oftest præsenteret i tegnet form og vil i mange tilfælde være umulige at implementere i virkeligheden. I nyere tid er der dog blevet konstrueret flere sådanne maskiner til underholdningsbrug, både på film (f.eks. i Peewee's Big Adventure, flere Olsen-banden-film, flere Krummerne-film og Walter og Trofast) og ved teknisk orienterede begivenheder og institutioner (såsom Universe  og Lego World). Selve konceptet bringes også i spil i undervisningsmateriale, f.eks. til elever i naturfag og på udflugt.
Over tid har anvendelsen af udtrykket udviklet sig, og det bruges nu også mere metaforisk til at referere til mange slags forvirrende og overdrevent komplicerede systemer. Fra amerikanske nyhedsmedier kan som eksempel anføres indslagene "Is Rep. Bill Thomas the Rube Goldberg of Legislative Reform?" og "Retirement 'Insurance' as a Rube Goldberg Machine".